# Esse Ljusfall
Esse Bernhard Isidor Ljusfall, född 19 april 1933 i Risinge församling i Östergötland, död 5 juli 2007 i Rinna församling i Östergötland, var en svensk musiker. Han var känd under artistnamnet Karlstad-Snoddas, vilket även var namnet på hans tre första musikalbum.

## Diskografi
- 1973: Karlstad-Snoddas
- 1976: Karlstad-Snoddas
- 1977: Karlstad-Snoddas
- 1978: I låga ryttartorpet
- 1979: En öppen famn
- 1981: Ett sjömansbrev
- 1982: Skärgårdsflirt
- 1983: Turallera
- 1984: Brösta er gubbar, Karlstad-Snoddas med Sivan
- 2004: 26 samlade favoriter